# 西藏弓果藤
西藏弓果藤（学名：Toxocarpus himalensis）为夹竹桃科弓果藤属的植物。分布于印度以及中国大陆的西藏、贵州、云南、广西等地，生长于海拔1,000米的地区，多生长在林缘灌木丛中和山谷荫处密林中，目前尚未由人工引种栽培。